# Камбоджийско-китайские отношения
Камбоджийско-китайские отношения — двусторонние дипломатические отношения между Камбоджей и Китаем. В 2020 году двусторонний товарооборот между Камбоджей и Китаем составил 8 млрд долларов.

## История
В 1296 году Чжоу Дагуань посетил Ангкор. После прихода к власти Лон Нола дипломатические отношения между Камбоджей и Китаем были разорваны. В 1975—1979 годах Китай поддерживал Пол Пота. В 1979—1990 годах Китай снабжал сторонников Пол Пота оружием. В 1993 году Хун Сен посетил Камбоджу В июле 1996 года Хун Сен посетил Китай Китай признал приход к власти в Камбодже в 1997 году Хун Сена В 1999 году Хун Сен посетил Китай В октябре 2016 года Си Цзиньпин посетил Камбоджу В феврале 2020 года Хун Сен посетил Китай

## Экономические отношения
В 1999 году между Камбоджей и Китаем было заключено соглашение о выделении беспроцентного кредита в 218 млн долларов В 2008 году Китай предоставил Камбодже 257 млн долларов помощи В 2020 году двусторонний товарооборот между Камбоджей и Китаем составил 8 млрд долларов В 2011 году инвестиции Китая в экономику Камбоджи составили 1,9 млрд долларов В 2014 году Китай предоставил Камбодже помощь в 145 млн долларов В 2014 году Камбоджу посетили около 400 тысяч китайских туристов

## Китайцы в Камбодже
В 1989 году власти Камбоджи сняли все ограничения с китайского населения В 1991 году впервые с 1975 года официально праздновали китайский Новый год.